# Войхна
Войхна е най-видният кесар в Душановото царство и един от общо тримата с Прелюб и Григор Голубич (Хрельо получава титлата си от византийския император).
През лятото на 1357 г. владения около Долна Струма били застрашени от нов византийски опит за реокупация. Най-възрастният син на Йоан VI Кантакузин — Матей Кантакузин, който след абдикацията на баща си в 1354 г. продължавал съпротивата срещу император Йоан V Палеолог като управител на областта Волерон бил непосредствения източен съсед на югоизточните дялове на Душановоно царство. Като такъв се опитал да разшири владенията си на северозапад. В спомените си Йоан Кантакузин изтъква, че причина за решението на сина си да нахлуе в равнината около Филипи било желанието на най-видните „архонти от трибалите“ — кесаря Войхна, „архонта“ на Сяр и дори самата царица Елена Българска, да му предадат градовете, които управлявали. В този контекст е споменат и Войхна, който отбранявал границата с империята в югоизточна Македония.
Войхна резидирал в Драма. Матей Кантакузин бил заловен в блатата около Филипи и предаден на кесаря Войхна. Йоан Кантакузин разказва, че кесаря държал сина му в тъмница и по-късно го предал срещу откуп на византийския император Йоан V Палеолог. Никифор Григора също отразява тези събития, макар и лаконично поради византийския позор, в който войската им се състояла от наемни турски отряди.